# Banque nationale de Mauritanie

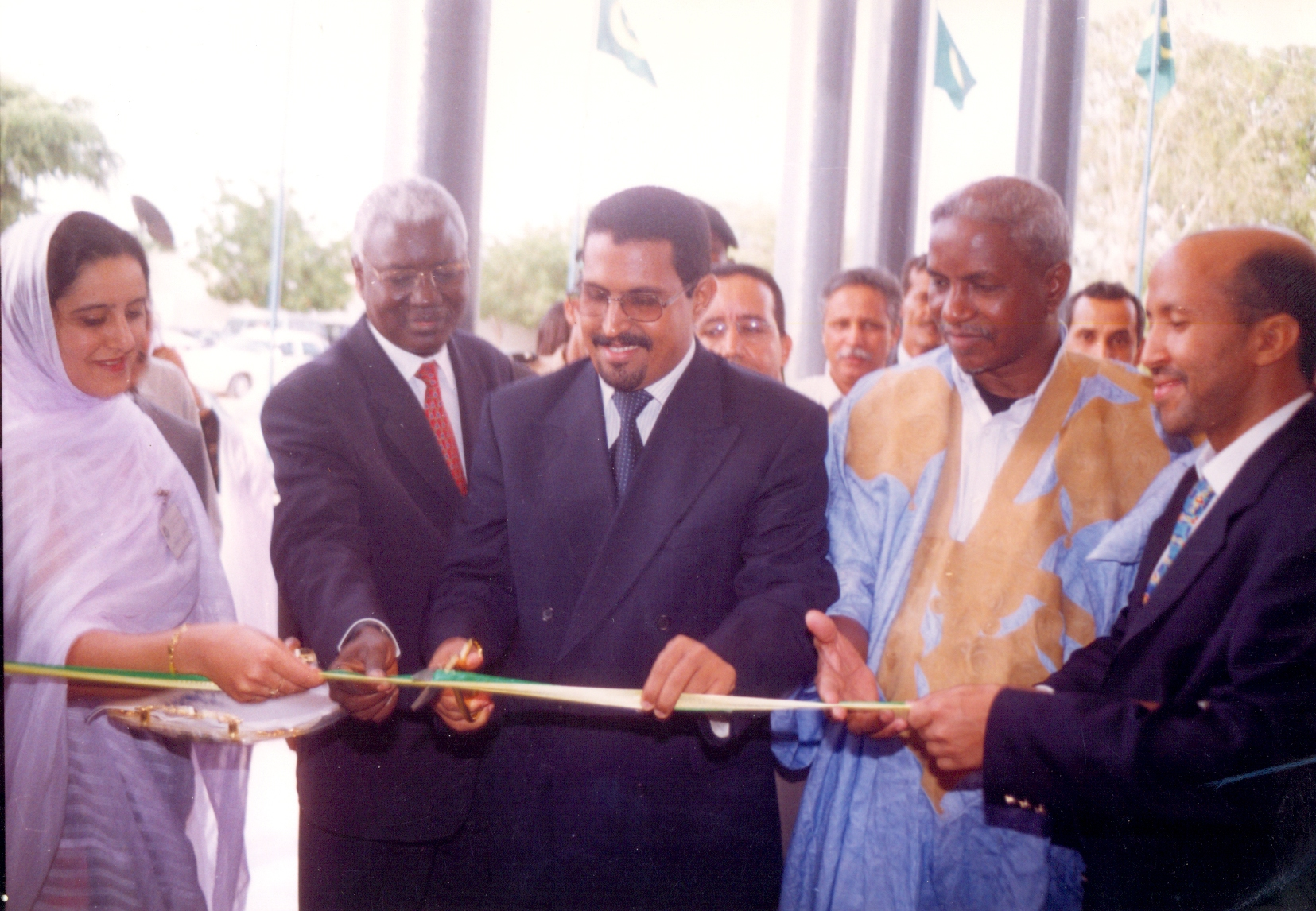
Ahamdy Ould Hamady, Ministre du Commerce, inaugure des bureaux de la Banque nationale de Mauritanie (1999).

La Banque nationale de Mauritanie est une des principales banques de Mauritanie.
Elle est créée en 1989 par une fusion entre la Banque internationale pour la Mauritanie et la Société mauritanienne de banques (filiale de la Société générale).
En 1991 la banque s'ouvre aux actionnaires privés, jusqu'à atteindre un désengagement total de l'État mauritanien en 1993.
La banque a essentiellement des activités de dépôt et de crédit à la clientèle. À la fin 2003, la banque avait un produit bancaire net de 2,419 milliards de ouguiya pour un résultat de 588 millions de Ouguiya.
Ses principaux concurrents sont la Banque pour le commerce et l’investissement, la Banque mauritanienne pour le commerce international et la Générale de banque de Mauritanie.